# Palazzetto del Vescovo di Cervia

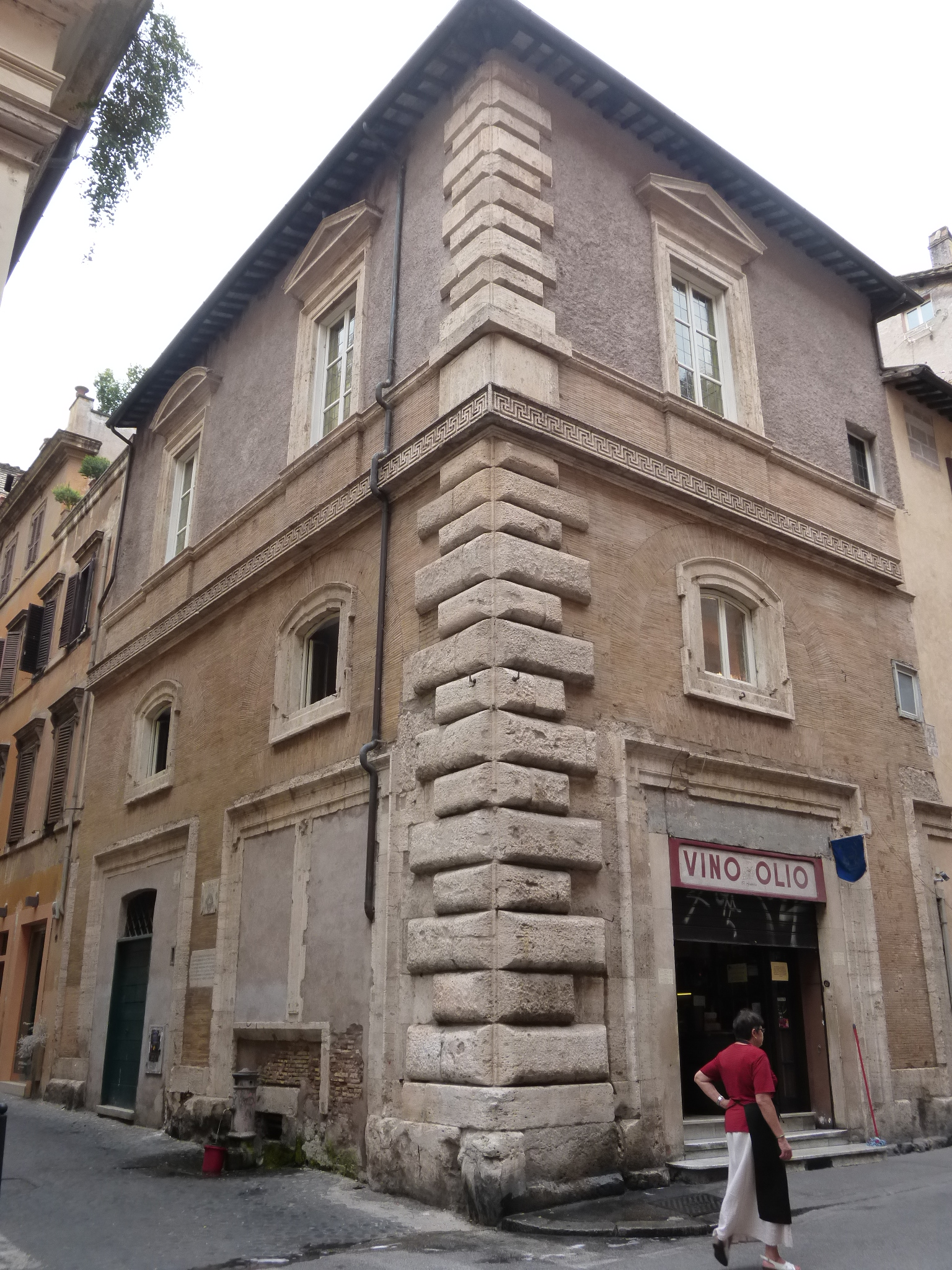
Vista do palacete.

Palazzetto del Vescovo di Cervia é um palacete incompleto localizado numa esquina da Via dei Banchi Vecchi e Via delle Carceri, no rione Ponte, perto da igreja de Santa Lucia del Gonfalone. Foi um projeto de Antonio da Sangallo, o Jovem, que começou a construção por ordem de Pietro Fieschi, bispo de Cervia e governador de Roma entre 1521 e 1523.